# 풍향계 (드라마)
《풍향계》는 1986년 2월 9일에 MBC TV에서 방영되었던 베스트셀러극장이다.

## 줄거리
외국으로 떠났던 친구 귀국 통보
대풍이 현재 거주하고 있는 아파트는 대풍의 친구가 외국으로 장기 출장을 떠나면서 무료로 빌려주고 떠난 아파트.
이 집에는 군식구가 많다.
과년한 딸 호녀와 홀아비동생 중풍, 그리고 직업여성 김향등이 세들어 살고 있다.
어느날 외국으로 떠난 친구가 곧 귀국을 한다는 통보를 받게 된 대풍은 마땅한 거처를 구하지 못하고 우왕좌왕하게 되는데...

## 출연
- 박규채
- 최봉
- 임채무
- 김연자
- 견미리
- 최상훈
- 김영옥
- 임영규
- 차재홍
- 신복숙
- 이경순
- 김지원
- 박경순
- 추석양
- 홍민우
- 구보석
- 박종범
- 최한호
- 김영수
- 조형기
- 이은철
- 김흥수
- 문용민